# 坂部剛
坂部 剛（さかべ ごう、1982年1月31日 - ）は、日本の作曲家、編曲家。アッシュバニー所属。

## 来歴
国立音楽大学作曲科を経て、佐橋俊彦のもとでアシスタントを務めていた。『劇場版 獣電戦隊キョウリュウジャー ガブリンチョ・オブ・ミュージック』では挿入歌を坂部、音楽を佐橋が担当。また、アレンジを務めていたミュージカル『テニスの王子様』では、3rdシーズンより作曲にも参加し、佐橋と共同で音楽を担当した。
アニメやドラマ、映画作品、舞台作品、楽曲提供など幅広く手掛ける。同じ事務所のミュージッククリエイター＆アーティスト渡部紫緒との作品が多い。

## 作品

### アニメ劇伴
2013年
- デート・ア・ライブ
- 帰宅部活動記録

2014年
- そにアニ -SUPER SONICO THE ANIMATION-
- デート・ア・ライブII
- オオカミ少女と黒王子

2015年
- 聖剣使いの禁呪詠唱

2016年
- 初恋モンスター
- CHEATING CRAFT
- マジきゅんっ！ルネッサンス

2018年
- バジリスク 〜桜花忍法帖〜
- れいぞうこのつけのすけ!

2019年
- デート・ア・ライブIII
- BAKUMATSUクライシス ※共同：川﨑龍

2021年
- 装甲娘戦機
- 舞妓さんちのまかないさん

2022年
- 賢者の弟子を名乗る賢者
- デート・ア・ライブIV

2023年
- 絆のアリル

2024年
- Re:Monster
- デート・ア・ライブV
- Duel Masters LOSTシリーズ（2024年 - 2025年）
  - 第1章「追憶の水晶」（2024年）
  - 第2章「月下の死神」（2024年 - 2025年）

2025年
- Aランクパーティを離脱した俺は、元教え子たちと迷宮深部を目指す。

### 映画劇伴
2015年
- 劇場版デート・ア・ライブ 万由里ジャッジメント
- デジモンアドベンチャーtri.シリーズ（2015年 - 2018年）
  - 第1章「再会」（2015年）
  - 第2章「決意」（2016年）
  - 第3章「告白」（2016年）
  - 第4章「喪失」（2017年）
  - 第5章「共生」（2017年）
  - 第6章「ぼくらの未来」（2018年）

2017年
- 破裏拳ポリマー

2020年
- デート・ア・バレット

2023年
- ムビ×ステ 映画「仁義なき幕末−龍馬死闘篇−」

### テレビドラマ
- モブサイコ100（2018年、テレビ東京）

### 特撮
2015年
- 仮面ライダーゴースト
- 仮面ライダー×仮面ライダー ゴースト&ドライブ 超MOVIE大戦ジェネシス ※共同：鳴瀬シュウヘイ、中川幸太郎

2016年
- 仮面ライダー1号 ※共同：鳴瀬シュウヘイ、中川幸太郎
- 劇場版 仮面ライダーゴースト 100の眼魂とゴースト運命の瞬間
- 仮面ライダー平成ジェネレーションズ Dr.パックマン対エグゼイド&ゴーストwithレジェンドライダー ※共同：ats-、清水武仁、渡辺徹

2017年
- ゴースト RE:BIRTH 仮面ライダースペクター

2019年
- 4週連続スペシャル スーパー戦隊最強バトル!! ※共同：亀山耕一郎、山下康介、羽岡佳、高木洋（第1話）、中川幸太郎（第1話・第2話）、川村栄二（第3話）
- 仮面ライダーゼロワン
- 仮面ライダー 令和 ザ・ファースト・ジェネレーション ※共同：佐橋俊彦

2020年
- 劇場版 仮面ライダーゼロワン REAL×TIME

2021年
- ゼロワン Others 仮面ライダー滅亡迅雷
- ゼロワン Others 仮面ライダーバルカン＆バルキリー
- ウルトラマントリガー NEW GENERATION TIGA（2021年 - 2022年）
- 仮面ライダーゲンムズ -ザ・プレジデンツ-

2022年
- 仮面ライダーゲンムズ スマートブレインと1000%のクライシス
- 仮面ライダーアウトサイダーズ

2023年
- 王様戦隊キングオージャー
- 映画 王様戦隊キングオージャー アドベンチャー・ヘブン

2024年
- 王様戦隊キングオージャーVSドンブラザーズ　※共同：山下康介
- 王様戦隊キングオージャーVSキョウリュウジャー　※共同：佐橋俊彦
- 仮面ライダーガヴ

2025年
- 映画 仮面ライダーガヴ お菓子の家の侵略者
- 仮面ライダーゼッツ　※共同：高木洋

### 舞台
2008年
- 劇団四季 ソング＆ダンス55ステップス（編曲参加）

2009年
- パッチギ!
- オアシスと砂漠〜Love on the planet〜

2011年
- The RUN&GUN Horror Show『バッカスの宴』
- The RUN&GUN Natale Show『バッカスの聖夜』

2013年
- 東京サンダンス

2014年
- 劇団EXILE『歌姫』

2015年
- マジすか学園 〜京都・血風修学旅行〜
- 舞台『東京喰種トーキョーグール』

2017年
- 舞台『東京喰種』〜或いは、超越的美食学をめぐる瞑想録〜
- RICE on STAGE「ラブ米」〜Endless rice riot〜

2018年
- RICE on STAGE「ラブ米」Festival in バレンタイン
- RICE on STAGE「ラブ米」〜I'll give you rice〜
- 七つの大罪 The STAGE

2019年
- 高橋悠也×東映シアタープロジェクトTXT(テキスト)vol.1『SLANG』

2020年
- RICE on STAGE「ラブ米」〜Rice will come again〜

2021年
- SOLO Performance ENGEKI「HAPPY END」
- 舞台「新 陽だまりの樹」
- 高橋悠也×東映シアタープロジェクト TXT vol.2「IⅮ」
- SOLO Performance ENGEKI「僕とメリーヴェルの7322個の愛」
- RICE on STAGE「ラブ米」〜Rice will come〜

2023年
- 舞台「ウマ娘プリティーダービー」〜Sprinter's Story〜（舞台オリジナル音楽）
- ムビ×ステ舞台『仁義なき幕末 −令和激闘篇−』
- 舞台『HUNTER×HUNTER』THE STAGE
- 高橋悠也×東映シアタープロジェクト TXT vol.3「TQY」

2024年
- 舞台『HUNTER×HUNTER』THE STAGE 2
- 舞台「魔法使いの約束」オーケストラ音楽祭〜main story〜
- 舞台「魔法使いの約束」オーケストラ音楽祭〜series collection〜

2025年
- Pretty Gradian Sailer Moon The Super LIVE  ※共同：KYOHEI
- 舞台「魔道祖師」邂逅編
- 「王様戦隊キングオージャー」フィルム・コンサート
- 神戸セーラーボーイズ定期公演 vol.4 RICE on STAGE「ラブ米」〜Golden wheat〜

### ミュージカル
2007年
- 劇団スイセイ・ミュージカル「サウンド・オブ・ミュージック」
- ハレルヤ！（音楽助手）

2008年
- ミュージカル『DEAR BOYS』vs.EAST HONMOKU

2010年
- 『エア・ギア』vs. BACCHUS Top Gear Remix（編曲参加）

2011年
- ニコニコミュージカル『DEAR BOYS -Double Revenge-』

2012年
- ニコニコミュージカル『カンタレラ2012〜裏切りの毒薬』
- マクロス ザ・ミュージカルチャー
- 星めぐりのうた

2013年
- ニコニコミュージカル『音楽劇 千本桜』

2014年
- ミュージカル「黒執事」-地に燃えるリコリス-
- AKB49〜恋愛禁止条約

2015年
- ミュージカル・テニスの王子様3rdシーズン（2015年 - 2020年）※共同：佐橋俊彦
- 黒執事〜地に燃えるリコリス2015〜

2016年
- OSK『カンタレラ2016〜愛と裏切りの毒薬〜』
- OSK『ROMEO&JULIET』

2017年
- OSK『Dracula』

2018年
- ミュージカル「恋する♡ヴァンパイア」（編曲）
- ミュージカル『薄桜鬼 志譚』土方歳三 篇（編曲）
- MEMORY BOYS〜想い出を売る店〜

2019年
- HARUTO
- ミュージカル『薄桜鬼 志譚』風間千景 篇（編曲）

2020年
- 天国の本屋

2021年
- ミュージカル『薄桜鬼 真改』相馬主計 篇
- 舞台『魔法使いの約束』第1章
- ミュージカル『美少女戦士セーラームーン』かぐや姫の恋人
- 舞台『魔法使いの約束』第2章

2022年
- 少女☆歌劇 レヴュースタァライト -The LIVE エーデル- Delight 第1部
- ミュージカル『薄桜鬼 真改』斎藤一 篇
- ミュージカル「弥生、三月-君を愛した30年-」
- 舞台『魔法使いの約束』第3章
- ミュージカル・テニスの王子様4thシーズン 青学vs聖ルドルフ・山吹 ※共同：Yu（vague）
- ミュージカル『Dear my パパ』
- ミュージカル「薄桜鬼」HAKU-MYU LIVE 3 ※共同：佐橋俊彦
- 美少女戦士セーラームーン 30周年記念  Musical Festival -Chronicle-

2023年
- ミュージカル・テニスの王子様4thシーズン 青学vs氷帝 ※共同：Yu（vague）
- 舞台『魔法使いの約束』祝祭シリーズ Part1
- ミュージカル『薄桜鬼 真改』山南敬助 篇
- 舞台『魔法使いの約束』祝祭シリーズ Part2
- ミュージカル・テニスの王子様4thシーズン 青学vs六角 ※共同：Yu（vague）
- ミュージカル『コードギアス 反逆のルルーシュ 正道に準ずる騎士』
- オリジナル・ミュージカル『The Agent』

2024年
- ミュージカル・テニスの王子様4thシーズン 青学vs立海 ※共同：Yu（vague）
- 明治モダン歌劇『恋花幕明録〜前日譚〜』  ※共同：田川めぐみ
- ミュージカル『薄桜鬼 真改』土方歳三 篇
- Butlers' 歌劇『「悪魔執事と黒い猫」〜薔薇薫る舞踏会編』
- 舞台『魔法使いの約束』エチュードシリーズ Part1
- ミュージカル『「陰陽師」〜海国の章〜』　※共同：佐橋俊彦
- 舞台『魔法使いの約束』エチュードシリーズ Part2

2025年
- Fate/Zero〜The Sword of Promised Victory〜
- ミュージカル・テニスの王子様4thシーズン 青学vs比嘉　※共同：Yu（vague）
- OSKミュージカル『ドラキュラ』
- ミュージカル『薄桜鬼 真改』藤堂平助 篇
- ミュージカル・テニスの王子様4thシーズン 全国大会 青学vs氷帝　※共同：Yu（vague）、大石憲一郎

### その他
- ゆめクリワールド（2015年、BS12:ローカルヒーローチャンネル）
- ゆめクリワールド2
- ウィンターカップ大会公式アンセム（2023年　全国高等学校バスケットボール選手権大会）

## 楽曲提供

### アーティスト
- さくら学院
「Hello ! IVY」（2010年）
「School days」（2010年）
「message」（2011年）
「旅立ちの日に」（2012年）編曲
「未完成シルエット」（2014年）編曲
- LIV MOON
「アマラントスの翼」（2011年）作曲・共同編曲
- 内田彩
「ONE WAY」（2014年）
「ピンク・マゼンダ」（2014年）
「Daydream」（2015年）
「Blue Flower」（2017年）
「にぎやかな心たち」（2024年）
- 村川梨衣
「ドキドキの風」（2016年）
「硝子の扉」（2018年）
「月のlx」（2018年）
「はじまりの場所」（2019年）
- +α/あるふぁきゅん。
「ソノサキ」（2017年）
- petit milady
「魔法使っちゃった」（2017年）
「be myself」（2018年）
- 伊藤美来
「Overture 〜Invitation to the aquaveil〜」（2017年）
「ワタシイロ」（2017年[16]）
「点と線」（2023年[16]）
- 悠木碧
「ビロードの幕」（2018年）
- 山崎エリイ
「ラズベリー・パーク」（2018年）
- 和氣あず未
「透明のペダル」（2020年)
「恋する日常」（2021年）
- ukka
「つなぐ」（2023年）作曲・編曲

#### アレンジ作品
- 『ピアノカフェ〜秋の恋歌』（2006年）編曲、ピアノ演奏
「HOME」「箒星」「ボクノート」「Believe」「PRAIDE」「Precious」「夜空ノムコウ」
「遠く遠く」「たしかなこと」「夏の夢」「秋の気配」「瞳をとじて」
- 『泣きピアノ』（2009年）編曲
「涙のふるさと」「涙がキラリ」「涙」
- 『サランヘヨ〜韓流ドラマ&映画テーマ集』（2009年）編曲
「貴方を想い」「母上の国」「一つの言葉」「運命」「beautiful girl」
- 『最新&定番 人気卒業ソングス YELLからトゥモローまで』（2010年）編曲
「YELL」「サクラ色」「チェリー」「卒業写真」「あの花のように」「桜の花びらたち」
「花」「手紙〜拝啓十五の君へ〜」「3月9日」「君の笑顔が好きだから」
- 『卒業SONG〜ありがとう・桜ノ雨』（2011年）編曲
「ありがとう」「奏」「桜ノ雨」「仰げば尊し」
- 『うたのちから』（梅原司平、2011年）編曲
「うたのちから」「旅人」
- 『On / Off 〜The Covers〜』（オムニバス、2012年）編曲
「TRUE LOVE」（Mandy Wang）「壊れかけのRadio」(Emi Evans)
「恋の予感」（Emi Evans）「浪漫飛行」(Sorcha Chishoim)
- 『心つなぐ歌』（芹洋子、2012年）編曲
「青い山脈」「我が人生に悔いなし」「少年時代」「故郷」「あすという日が」
- 『春のピアノメロディー〜桜・卒業・メッセージ〜』（2013年）編曲
「風が吹いている」
- 『ルミナーレ』（Aura、2017年）編曲
「ユー・レイズ・ミー・アップ」

### 主題歌・挿入歌

#### アニメ
- ゼロの使い魔〜双月の騎士〜（2007年）
「I SAY YES」OPテーマ（作曲）
- ジュエルペット てぃんくる☆（2010年）
「Little ☆ てぃんくる ☆ Star」（作曲）
- 夢色パティシエールSP プロフェッショナル（2010年）
「HOME MADE HAPPY」EDテーマ（作曲）
- GOSICK -ゴシック-（2011年）
「Destin Histoire」OPテーマ
「Resuscitated Hope」EDテーマ
- HUNTER×HUNTER（第2作）（2011年）
「緋に燃える瞳」
「1 / 13」
- マギ The labyrinth of magic（2012年）
「Sail for Triumph」
- デート・ア・ライブ（2013年）
「デート・ア・ライブ」OPテーマ
- デート・ア・ライブⅡ（2014年）
「Trust in you」OPテーマ
「Q&A」挿入歌
「My Treasure」挿入歌
「calling」
「マーメイドラブストーリー」
- デート・ア・ライブⅢ（2019年）
「I swear」OPテーマ
- デート・ア・ライブⅣ（2022年）
「OveR」OPテーマ
「S.O.S」EDテーマ
- デート・ア・ライブⅤ（2024年）
「Paradoxes」OPテーマ
「ヒトヒラ」EDテーマ
- 超次元ゲイム ネプテューヌ THE ANIMATION （2013年）
「ハートをつないで」（作曲）
「トキメキハート」（作曲）
「ふたりでひとつ」（作曲）
- マケン姫っ!通（2014年）
「終わらない歌」
- 七つの大罪（2015年）
「Never-ending」
「Righteous Thunder」
- 初恋モンスター（2016年）
「キミに捧げる鎮魂歌」EDテーマ
「竹小学校校歌」特別ED曲
「LOVEソングTO夏歩」挿入歌
「カニのうた」挿入歌
「レンレン音頭」挿入歌
- CHEATING CRAFT（2016年）
「加速するトライアル」OPテーマ
- 私がモテてどうすんだ（2016年）
「ドキドキの風」OPテーマ
- ピアノの森（第2シリーズ）（2019年）
「はじまりの場所」EDテーマ
- アイドルマスター シンデレラガールズ劇場 CLIMAX SEASON（2019年）
「Max Beat」中期EDテーマ
- れいぞうこのつけのすけ！（2019年）
「れいぞうこのつけのすけ！」主題歌
- 星屑テレパス（2023年）
「点と線」OPテーマ

#### 特撮
- 獣電戦隊キョウリュウジャー（2013年）
「超進化!キョウリュウ・ビート」挿入歌
- 烈車戦隊トッキュウジャー（2014年）
「烈車戦隊トッキュウジャー」OPテーマ
「ビュンビュン!トッキュウジャー」EDテーマ（編曲）
「シュッシュッポッポ!トッキュウジャー」挿入歌（編曲）
「Go! Go! トッキュウジャー」挿入歌
- 4週連続スペシャル スーパー戦隊最強バトル!!（2019年）
「最強最高 SUPER STARS！」OPテーマ（編曲）
- 仮面ライダージオウ（2019年）
「Black&White」挿入歌
- 仮面ライダーゼロワン（2019年）
「お前を止められるにはただ一人、俺だ！ 〜Find a new life〜」挿入歌
「ハイブリッドライズ！ゼロワン 〜Rising sun〜」挿入歌
「変身！ゼロツー 〜Now is the right time〜」挿入歌
- 仮面ライダーゲンムズ ―ザ・プレジデンツ―（2021年）
「GAME CHANGER」主題歌
- ウルトラマントリガー NEW GENERATION TIGA（2021年）
「明日見る者たち」EDテーマ
- 仮面ライダーリバイス The Mystery（2022年）
「Without you」主題歌
- 暴太郎戦隊ドンブラザーズ（2022年）
「Don't Boo! ドンブラザーズ」エンディングテーマ
- リバイスレガシー 仮面ライダーベイル（2022年）
「My dream」主題歌
- DEAR GAGA（2022年）
「Without you DEAR GAGA Ver.」主題歌
- 劇場版 仮面ライダーリバイス バトルファミリア（2022年）
「My dream（emikurara Solo ver.）」劇中曲
- 仮面ライダーリバイス（2022年）
「My dream」挿入歌
- 仮面ライダーギーツ（2022年）
「日曜日のノラネコ」劇中歌
「Star Of the Stars Of the Stars」キャラクターソング
「願い」挿入歌
- 王様戦隊キングオージャー （2023年）
「INFERNO」挿入歌（シュゴッダムテーマソング）
「Waking the King」挿入歌
- 映画 王様戦隊キングオージャー アドベンチャー・ヘブン（2023年）
「ハーカバーカへいらっしゃい」劇中曲
- 仮面ライダーガッチャード（2023年）
「One Hint」キャラクターソング
- 仮面ライダーギーツ ジャマト・アウェイキング（2024年）
「CREATORs」劇中歌
- 王様戦隊キングオージャー VS ドンブラザーズ（2024年）
「足音」挿入歌
- 王様戦隊キングオージャー VS キョウリュウジャー（2024年）
「United Hearts」挿入歌
- 仮面ライダーガヴ（2024年）
「HAPPY NOTE」キャラクターソング
「Truth Hunter」キャラクターソング
「A ray of light」キャラクターソング

#### 映画
- それいけ!アンパンマン だだんだんとふたごの星（2009年）
「ふたつの光〜キララとキラリ〜」主題歌（編曲）
- ストライクウィッチーズ 劇場版（2012年）
「約束の空へ〜私のいた場所〜」主題歌
- 劇場版 獣電戦隊キョウリュウジャー ガブリンチョ・オブ・ミュージック（2013年）
「Dino Soul」挿入歌
「戦慄と旋律〜Dのテーマ〜」挿入歌
「ココロの隙間ワールド」挿入歌
- 獣電戦隊キョウリュウジャーVSゴーバスターズ 恐竜大決戦! さらば永遠の友よ（2014年）
「みんな・デ・カーニバル」主題歌
- 劇場版デート・ア・ライブ 万由里ジャッジメント（2015年）
「Go☆サマーガール」挿入歌
「Follow me！」
「Once Upon a Rainy Day」
「with you」
「Lollipop Baby」
「美味しいデェト」
「愛慕」
「Resolution」
- デート・ア・バレット（2020年）
「Infermata」OPテーマ
「Only Wish」EDテーマ
「Precious」EDテーマ

#### ゲーム
- 超次元ゲイム ネプテューヌ
「with confidence」（作曲）
「goddess of victory」（作曲）
- デート・ア・ライブ 凜祢ユートピア
「デート・イン・ユートピア」
「きっとずっと」
- デート・ア・ライブ 或守インストール
「インストレーション」
- アイドルマスター シンデレラガールズ
「Take me☆Take you」
「Last Kiss」
「Max Beat」
「キセキの証」
「Starry Night」
「WINTER and WINDOW」
「ひだまりの中で」

- 三國志 覇道　BGM

#### その他
- 『ワールドウィッチーズ』シリーズ10周年記念曲（2018年）
「Fly up so high」（作曲）

### ラジオ
- THE IDOLM@STER STATION!!+（ネットラジオ、2014年）
「Monday Night Fever☆」主題歌

### CM
- ダイレクトテレショップ インフォマーシャルテーマ曲
- 小学館 サンデーGX「マンけん。」コミック第2巻（2012年）